# Кудлай Дар'я Гаврилівна
Дар'я Гаврилівна Кудлай (22 березня 1907, Ямпіль — 26 березня 1993, Москва) — радянський мікробіолог, доктор біологічних наук, професор.

## Біографія
Народилася в містечку Ямпіль, волосному центрі Глухівського повіту Чернігівської губернії Російської імперії (нині — селище міського типу, районний центр Сумської області) в робітничій сім'ї.
Закінчила Харківський ветеринарний інститут та аспірантуру. Працювала асистентом кафедри біології Харківського ветеринарного інституту. З 1933 по 1938 роки очолювала Уманський міжрайонний відділ ветеринарних лабораторій. З 1938 по 1941 рр. працювала в Інституті мікробіології. В 1941—1943 рр. — завідувачка імунологічного відділу Свердловського інституту епідемології і мікробіології. В 1943 році очолила лабораторію Інституту епідемології і мікробіології ім. М. Ф. Гамалея АМН СРСР.

## Наукова діяльність
Кудлай Д. Г. розробляла вакцини проти особливо небезпечних інфекцій, чуми і холери, і доводила нешкідливість своїх препаратів на самій собі в дослідах з самозараженням.
Автор понад ста наукових праць, в тому числі п'ять монографій з проблем спадковості, мінливості, генетики мікроорганізмів.
Під її керівництвом захищено шість докторських і шістнадцять кандидатських дисертацій.

## Наукові праці
1. Бактериоциногения / Д. Г. Кудлай, В. Г. Лиходед ; АМН СССР. — Ленинград: Медицина. Ленингр. отд-ние, 1966.
2. Внехромосомные факторы наследственных бактерий. — М., 1977.
3. Генетика лекарственной устойчивости бактерий. — М., 1972.
4. Эписомы и инфекционная наследственность бактерий. — М., 1969.

## Відзнаки
Нагороджена орденом Трудового Червоного Прапора.